# 파로 탁상

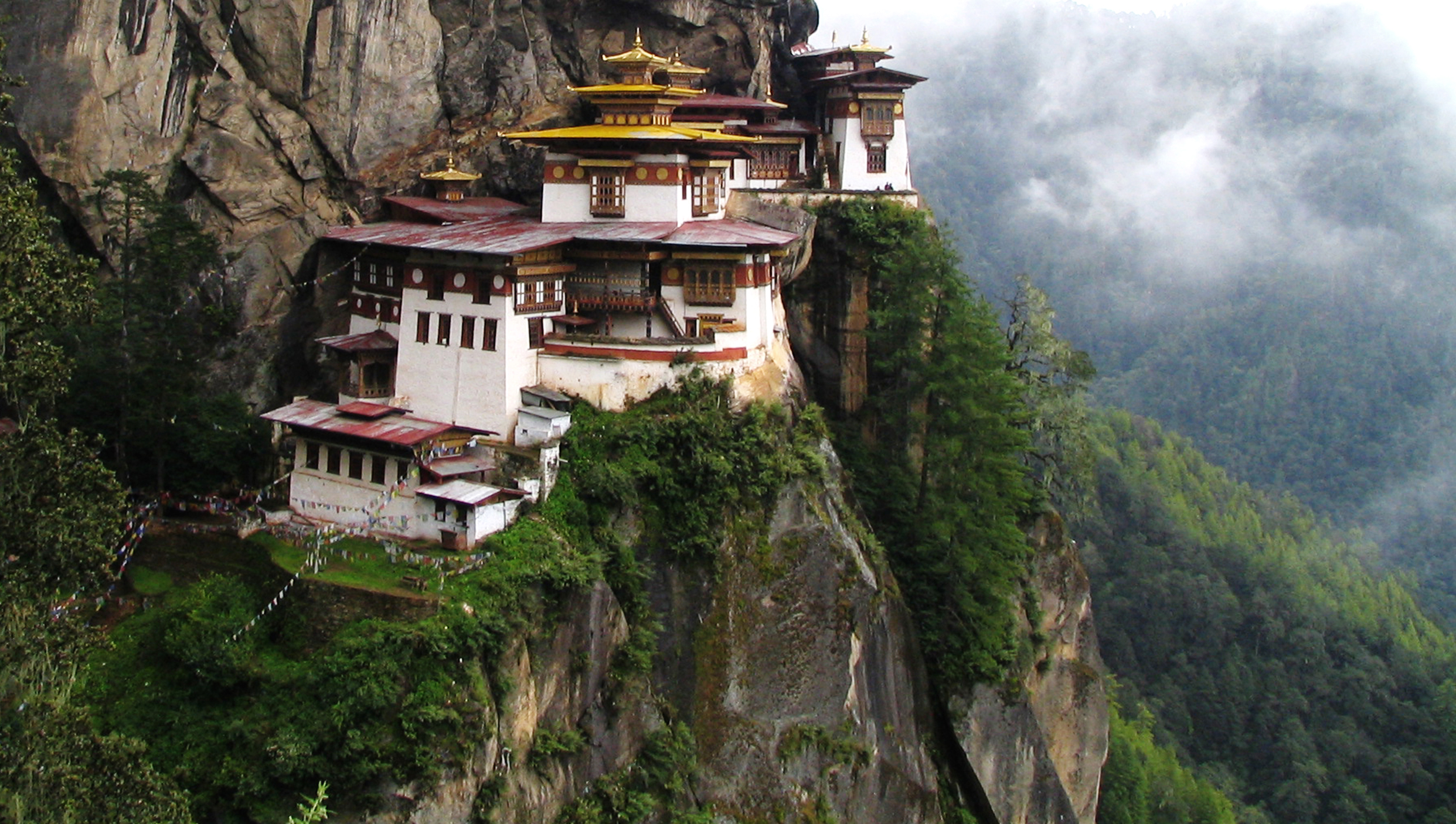
파로 탁상

파로 탁상(종카어: སྤ་གྲོ་སྟག་ཚང་)은 부탄 파로 현 파로에 위치한 사원이다. 1692년에 만들어졌다. 이 사원까지의 길을 만든 경위에 대해서는 여러 가지 설화가 있다. 특히, 구루 파드마삼바바가 이곳에서 3년간 명상을 하며 믿음을 얻게 되었다는 이야기가 널리 알려져 있다. 이 사원은 부탄의 대표적인 관광지이자 랜드마크이다.